# Domenico Bagutti
Pour les articles homonymes, voir Bagutti.
Domenico Bagutti (1760-1837) est un sculpteur et architecte suisse du Tessin, fils de Bartolomeo Bagutti.
Il travaille à Barcelone de 1791 à 1808. Il est le créateur du Parc du Labyrinthe d'Horta à Barcelone.